# 山口県道256号綾羅木停車場線
山口県道256号綾羅木停車場線（やまぐちけんどう256ごう あやらぎていしゃじょうせん）は、山口県下関市を通る一般県道である。

## 概要
JR西日本山陰本線 綾羅木駅から下関市綾羅木本町2丁目に至る。

### 路線データ
- 起点：下関市綾羅木本町2丁目（JR西日本山陰本線 綾羅木駅前）
- 終点：下関市綾羅木本町2丁目（綾羅木駅前交差点、山口県道248号下関港安岡線交点）

## 地理

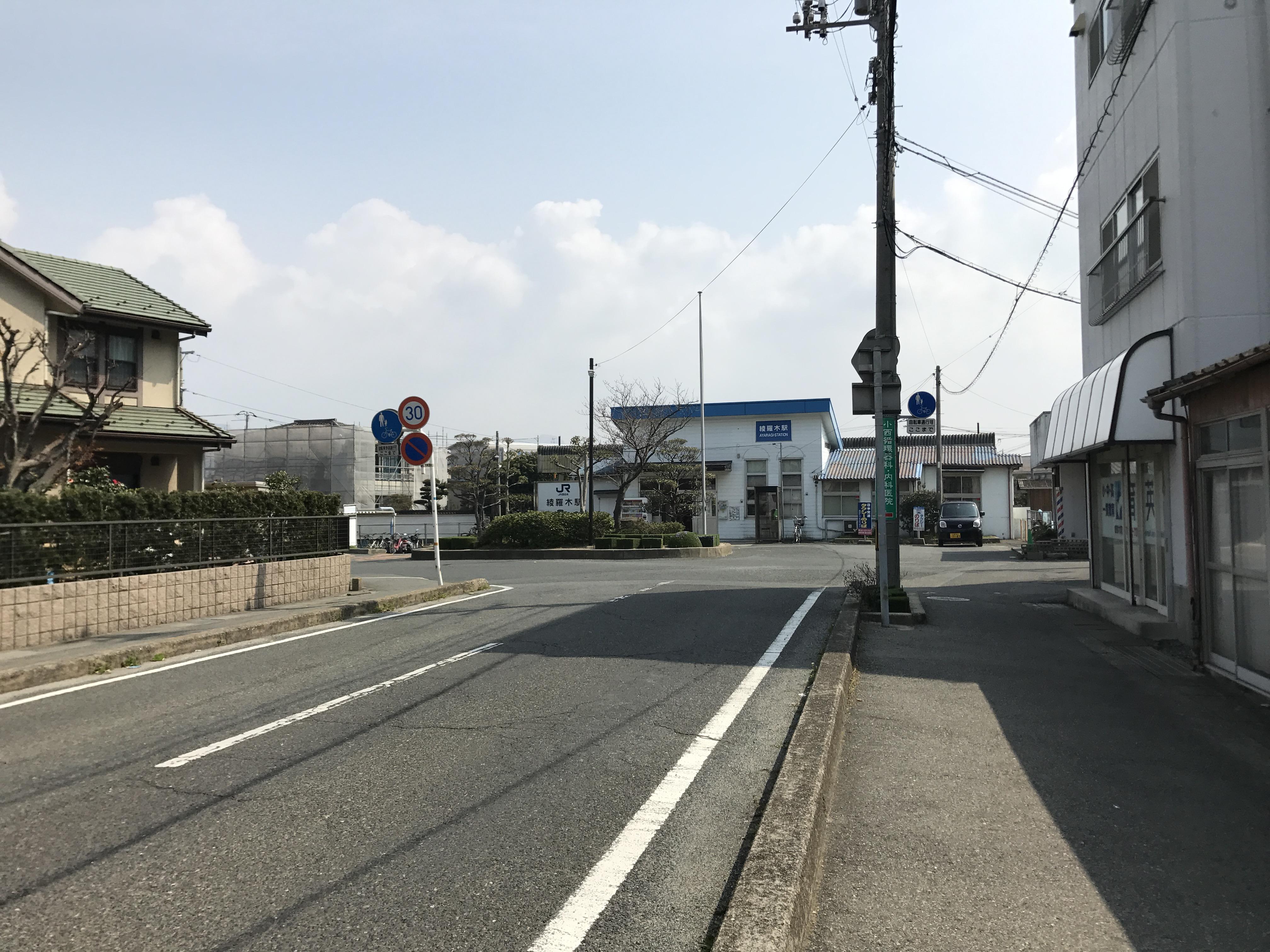
綾羅木駅方面を望む

### 通過する自治体
- 下関市

### 交差する道路
| 交差する道路              | 交差する場所    | 交差する場所            |
| ------------------------- | --------------- | ----------------------- |
| 山口県道248号下関港安岡線 | 綾羅木本町2丁目 | 綾羅木駅前交差点 / 終点 |

### 沿線
- JR西日本山陰本線 綾羅木駅
- 下関市役所 川中支所